# ناو شیکاتا
ناو شیکاتا (انگلیسی: Nao Shikata؛ زادهٔ ۵ نوامبر ۱۹۷۹) بازیکن فوتبال اهل ژاپن است که در تیم ملی فوتبال زنان ژاپن بازی کرده‌است.